# Ditrichie smradlavá

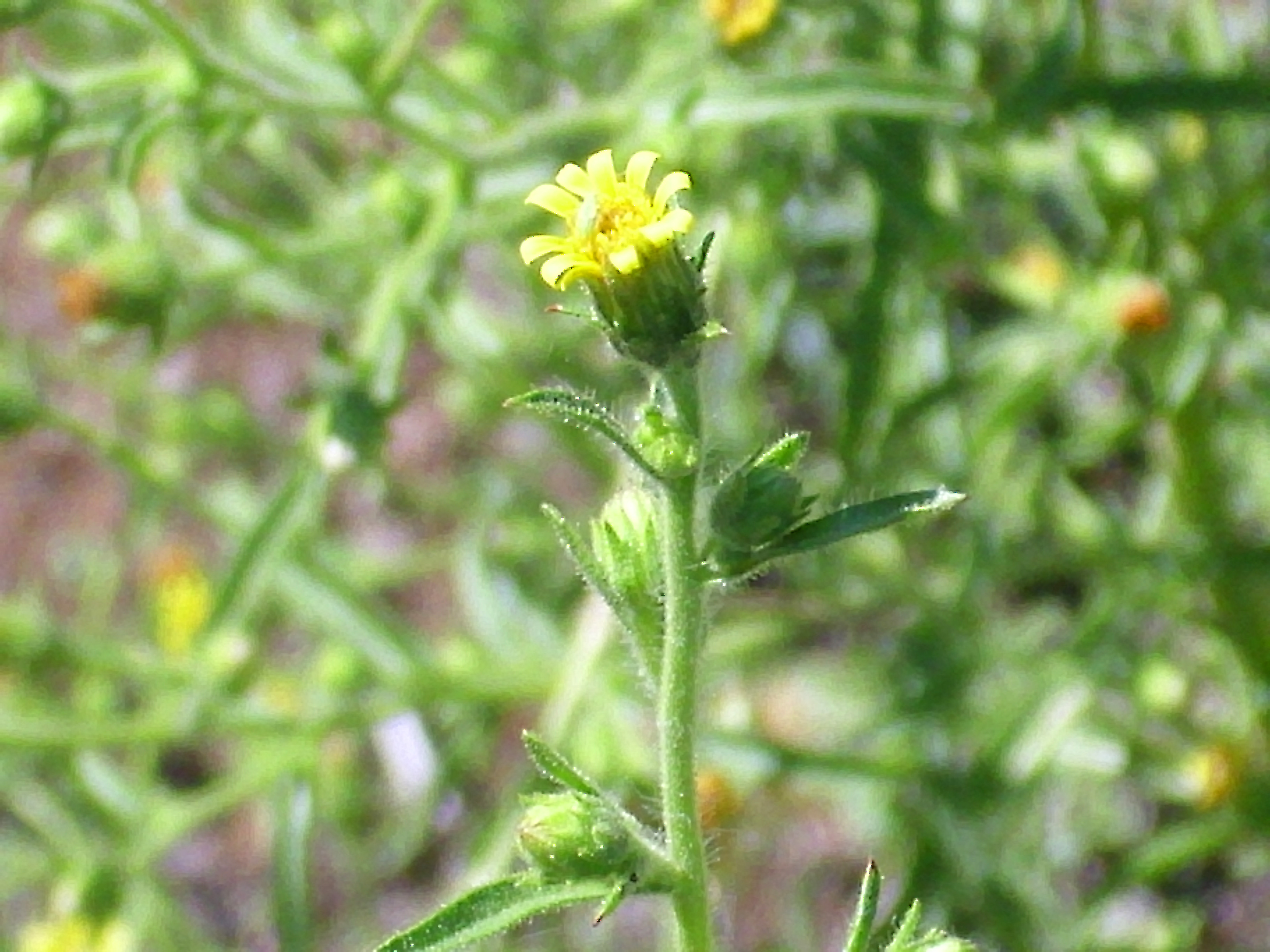
Úbor

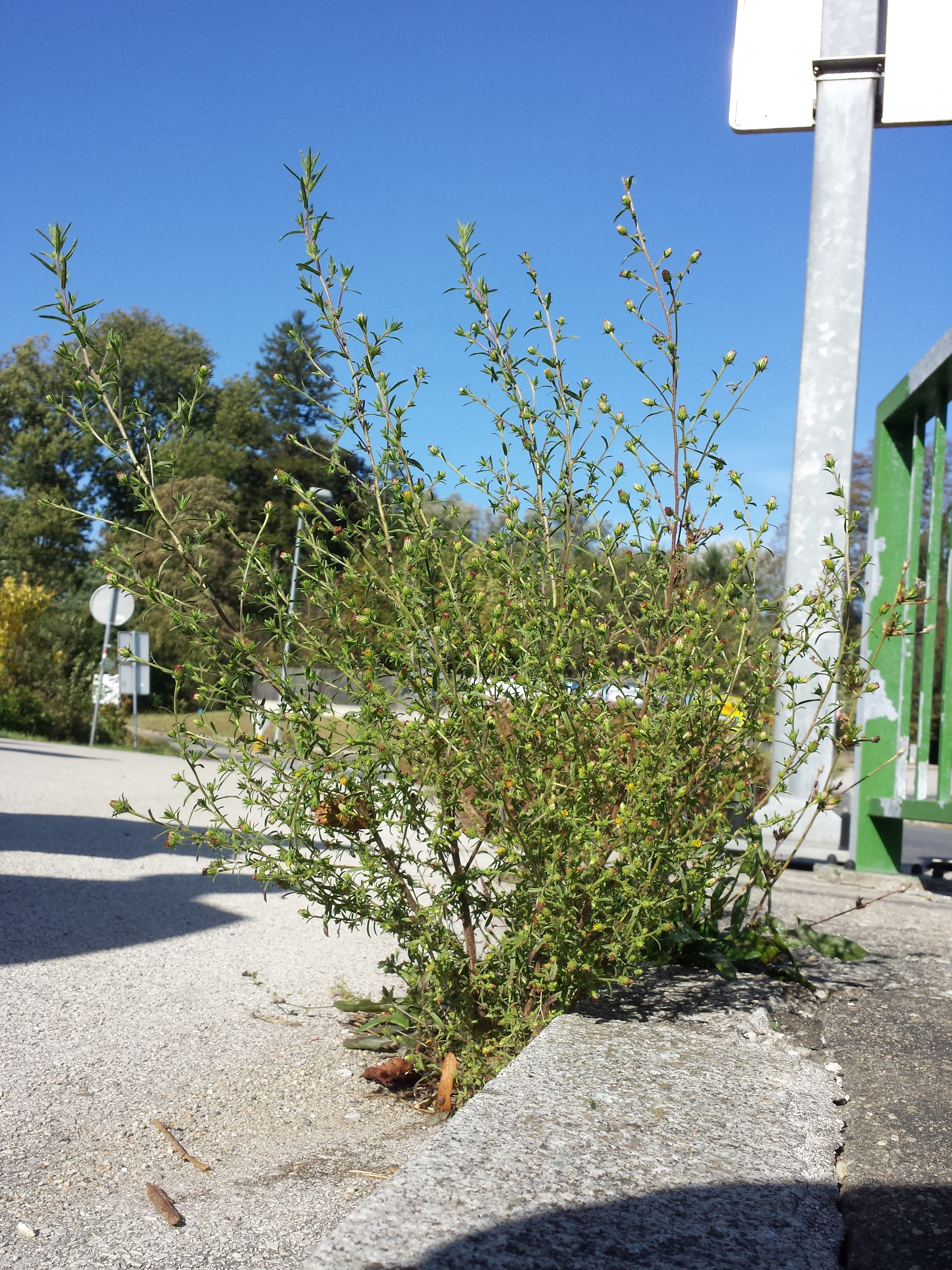
Statná rostlina

Ditrichie smradlavá (Dittrichia graveolens, též známá pod názvy oman smradlavý či omanka vonná) je jednoletá, nepříjemně páchnoucí, na dotek lepivá, asi půl metru vysoká rostlina s drobnými žlutými květy, jež může na úživném stanovišti vytvořit až malý keř. Od roku 2008, kdy byla poprvé zaznamenána u dálnice D1, je považována za neofyt v české přírodě zdomácnělý. Synantropní bylina, která se na přelomu druhého a třetího tisíciletí začala s rozvojem dálniční sítě rychle šířit Evropou, podél rychlostních komunikací nedávno doputovala až do České republiky. Tento nepůvodní invazní druh si našel volný prostor pro růst na místech agresivnějšími konkurenty dosud obsazovaných jen zřídka.

## Rozšíření
Ditrichie smradlavá má středisko svého vzniku v oblastech evropského, asijského i afrického Středomoří, kde roste již dlouhodobě. Na západě je její původní výskyt ohraničen jihem Francie, Španělskem a Portugalskem, na východě Tureckem a zeměmi Blízkého východu s přesahem do Afghánistánu, Íránu a Pákistánu. Na severu vede hranice jejího původního výskytu Alpami a severem Balkánského poloostrova, na jihu je rozšířena až na jižní břehy Středozemního moře do severní Afriky.
Počátkem 20. století byla ditrichie smradlavá postupně zavlékána s rostoucí přepravou surovin pro hutní výrobu do Belgie, severní Francie a tehdejší Spolkové republiky Německo, kde již vytváří rozsáhlé porosty v okolí dálnic i silnic nižší kategorie. Lidmi byla ditrichie smradlavá nechtěně dovezena téměř do celé Austrálie, do jižní Afriky, do severních oblastí indického subkontinentu i na východ a západ Spojených států amerických. Tam všude se stala škodlivým plevelem invazně se šířícím po dobytčích pastvinách i v obilních polích.
Do České republiky byla rozšířena z Německa a její výskyt je částečně zdokumentován v okolí dálnice D1, dálnice D2 a dálnice D11. Na hospodářsky využívaných českých polích se ještě neobjevuje.

## Ekologie
Je to nitrofilní, k suchu tolerantní rostlina rostoucí na stanovištích dosud neosazených konkurenčními druhy, na místech lidmi nepravidelně narušovaných, jako jsou rumoviště, kamenito-štěrkovité náspy podél komunikací a další nestabilní plochy, nejlépe s vápencovým nebo hadcovým podkladem, neodpuzují ji ani půdy silně zasolené. S úspěchem se šíří jak po opuštěných vyprahlých polích, pastviskách a v suchých, nevysokých travnatých porostech, tak podél vodních toků či u mořského pobřeží, kde terén občas narušují vodní přívaly.
Roste v teplém mírném a subtropickém pásmu s ročními dešťovými srážkami od 300 do 800 mm. Vyskytuje se sice do nadmořské výšky 700 m n. m, upřednostňuje však místa níže položená. Kvete obvykle od srpna do října, s příchodem podzimního chladu hyne. Ploidie druhu je 2n = 18 nebo 20.

## Popis
Jednoletá, hustě bíle chlupatá a žláznatá bylina se vzpřímenou, 20 až 50 cm vysokou lodyhou, která se od spodu silně větví a má bazální stonek hnědý a dřevitý. Vyrůstá ze silného hlavního kořene, který má mnoho postranních kořínků a dobře proniká do kamenitého terénu. Nejdelší větve lodyhy jsou v její střední části, vyrůstají téměř vodorovně a jsou nahoru zakřivené. Lodyhy jsou střídavě porostlé jednoduchými, přisedlými listy. Čárkovitě kopinaté listy mají čepel dlouhou 15 až 50 mm a širokou 3 až 10 mm, na vrcholu tupou či zašpičatělou, po obvodě jemně zubatou, oboustranně matnou a na svrchní straně se zřetelnou žilnatinou. Prvotní listy semenáče vytvářejí listovou růžici postupně až 20 cm velkou.
Jednotlivé válcovité úbory, asi 4 mm široké a 6 mm dlouhé, vyrůstají na stopkách nebo jsou přisedlé v úžlabí listů. Zákrovní listeny jsou hustě porostlé lepkavými chloupky, vnější bývají asi 3 mm dlouhé a ven zahnuté, vnitřní jsou asi dvojnásobně delší a rovné. Úbor obsahuje 9 až 14 oboupohlavných a 6 až 12 samičích květů s redukovaným kalichem a srostlou korunou. Ve středu úboru, v terči, vyrůstají oboupohlavné květy se žlutou, trubkovitou korunou dlouhou 4,5 mm a zakončenou drobnými, trojúhelníkovými zoubky. Po obvodě rostoucí žluté samičí květy mají trubku dlouhou 2,5 mm a jazykovitou korunu s třízubou ligulou okolo 4 mm dlouhou a 1,5 mm širokou, která ze zákrovu jen slabě vyčnívá. Stárnutím žlutá barva květů tmavne. Statná rostlina vyprodukuje za příhodných podmínek 600 až 700 květů. Květy jsou opylovány létajícím hmyzem a případně i samosprašně.
Z opylených květů se vyvinou pouze 2 mm velké, slámově zbarvené nažky (semena). Jsou obvejčitě válcovitého tvaru, v horní části pýřité a mají chmýr dlouhý 4 mm tvořený až třiceti křehkými štětinkami.

## Rozmnožování
Rostlina vyprodukuje ročně velké množství semen, až 15 000, která jsou rozptylována pomoci chmýru; uvádí se, že vítr je odnese až na vzdálenost 200 m. Nažky navíc vylučují lepkavý výměšek a jejich přilnavost způsobuje, že se snadno přichycují za srst zvířat, na oděv a boty lidí, k pneumatikám automobilů, technickému vybavení zemědělských strojů apod.
Rostlina roste z dobře klíčících semen, jež zůstávají životná nejméně po tři roky. Vyklíčí až v teplém, pozdním jaru, kdy vyraší drobná listová růžice. Mladý semenáč je citlivý na zastínění konkurenčními rostlinami. S nástupem tepla se listy v růžici zvětšují, postupně vyroste větvící se lodyha a rostlina dostává typický kuželovitý tvar. Kvete postupně od srpna do října. Semena dozrají i z opylených květů vytrhaných nebo posečených rostlin.

## Toxicita
Rostliny jsou porostlé žláznatými chloupky, které vylučují lepkavé a nevonné látky (odtud druhové jméno "smradlavá"). Mezi těmito chemikáliemi jsou mj. seskviterpenové laktony, které při delším styku rostliny s lidskou pokožkou způsobují u citlivých jedinců dermatitidu, vrcholící až tvorbou puchýřů. Zvláště velké nebezpečí hrozí v době kvetení.
Zápach rostliny podobný kafru sice obvykle odrazuje pasoucí se zvířata, v případě nedostatku jiné potravy ale mohou být spásána. Obsažené chemické látky poškozují zažívací ústrojí zvířat, případně zhoršují chuť jejich mléka a masa. Stejně škodlivý je ještě nerozletěný, ale v úborech již vytvořený chmýr, který dráždí a trvale poškozuje střeva a ledviny býložravců.